# Vampire (песня Оливии Родриго)
«Vampire» — песня американской певицы Оливии Родриго, вышедшая 30 июня 2023 года на лейблах Geffen Records и Interscope Records в качестве ведущего сингла с предстоящего второго студийного альбома Guts. Песня была написана Родриго и Dan Nigro, основным продюсером её дебютного студийного альбома Sour (2021). Поп-рок мелодия «Vampire» основана на фортепиано и рок-инструментах, состоящих из электрогитары, синтезаторов и запрограммированных ударных. Сопровождающее песню музыкальное видео, снятое канадским режиссёром Петрой Коллинз, было выпущено 30 июня.
Песня дебютировала на вершине чартов в Австралии, Великобритании, Ирландии, Канаде, Новой Зеландии и США, став третьим синглом Родриго номер один во всех шести странах, и вошла в первую десятку в таких странах как Австрия, Германия, Греция, Исландия, Латвия, Люксембург, Малайзия, Нидерланды, Норвегия, Филиппины, Сингапур и Вьетнам.
Клип на песню получил награду MTV Video Music Awards 2023 года в категории «За лучший монтаж».

## История
Оливия Родриго выпустила свой успешный дебютный сингл «Drivers License», который она написала совместно с продюсером Дэном Нигро, в январе 2021 года. Billboard объявил его одним из «самых доминирующих» синглов номер один в истории чартов США. Её дебютный студийный альбом Sour, все треки которого спродюсировал Нигро, вышел в мае 2021 году и получил одобрение критиков. С него вышло ещё три сингла из первой десятки в Billboard Hot 100, включая «Good 4 U», который достиг первого места.
В интервью в феврале 2022 года Родриго рассказала, что уже определилась с названием для своего второго студийного альбома, и у неё есть несколько готовых песен для него. Позже в том же году она подтвердила, что работает над новым материалом с Нигро, который выйдет в 2023 году. Родриго положительно отзывалась о сотрудничестве с ним.
В апреле она сообщила, что «пытается сделать как можно больше», прежде чем отправиться в Sour Tour (2022).
Позже в том же году певица подтвердила, что новый материал будет выпущен в 2023 году.
2 июня 2023 года на сайте Родриго появились часы, отсчитывающие время до 30 июня. 13 июня она объявила песню «Vampire» ведущим синглом своего грядущего второго студийного альбома и представила обложку и дату релиза — 30 июня. Лимитированные 7-дюймовые и CD-синглы с демо-версией песни были доступны для предварительного заказа, наряду с предварительной продажей на стриминговых платформах. Песня «Vampire» была написана в соавторстве с Нигро; одновременно с её анонсом был выпущен пресс-релиз, в котором говорилось, что она будет звучать как песня музыканта, который полностью владеет собой и излучает зрелость и смелость. Родриго сказала Billboard, что считает песню «своей версией рок-оперы». Она рассказала, что песня была выбрана в качестве ведущего сингла для альбома Guts (2023), потому что она «ощущалась как эволюция — в хорошем смысле, не слишком резкая», кроме того, она чтила свои «корни певицы и автора-исполнителя». Далее она рассказала о его создании: «Я была расстроена определённой ситуацией и […] аккорды, мелодия и текст просто лились из меня — почти как внетелесный опыт, […] сначала я думала, что это должна быть фортепианная баллада. Но когда мы с Дэном начали работать над ней, мы соединили текст с большими барабанами и сумасшедшими изменениями темпа. Теперь это как песня о разбитом сердце, под которую можно танцевать». Песня была впервые написана Родриго в декабре 2022 года.
На чёрно-белой обложке была изображена Родриго с «тёмными губами и фиолетовым пластырем на шее», на основании чего Стеффани Ванг из Nylon написала, что «это может склониться к готической, теневой поп-арене». Некоторые критики посчитали, что пластыри обозначают место, где кого-то укусил вампир.
Родриго разместила в Instagram изображение себя с перекрещенными пластырями в качестве тизера к песне. Актёр Тейлор Лотнер, сыгравший оборотня Джейкоба Блэка в серия фильмов Сумерки, прокомментировал: «K Who TF Bit You?» (Кто укусил тебя?).
Иллюстрация также ссылается на постер фильма ужасов 1968 года Дракула восстал из могилы.
20 июня она раскрыла текст песни «Vampire»: «Vampire»: «How do you lie?» (Как ты лжёшь?). 15-секундный фрагмент песни прозвучал, когда поклонники позвонили на горячую линию Родриго Sour Heartbreak.

## Композиция
Песня «Vampire» длится три минуты и 39 секунд. Нигро спродюсировал песню и обеспечил программирование ударных. Он играет на гитаре, перкуссии, фортепиано, бас-гитаре и синтезаторе, Бенджамин Романс — на фортепиано, Пол Картрайт — на альте и скрипке, Сэм Стюарт — на электрогитаре, а Стерлинг Лоус — на ударных. Запись проходила на студии Electric Lady Studios в Нью-Йорке, микшировал Сербан Генеа.
«Vampire» — это песня в стиле готик-поп и поп-рок, в тональности фа мажор с медленным темпом 67 ударов в минуту в общем времени. Она начинается как фортепианная баллада, похожая на «Drivers License», по словам Джейсона Липшутца из Billboard, и в конце концов превращается в «поп-рок-эпик, полный дрожащей перкуссии и раненых, драматических вокальных партий». В песне Родриго использует критические высказывания в адрес неизвестного человека, включая «кровосос, ублюдок славы, обескровил меня, как чёртов вампир». В чистой версии песни «Fame fucker» заменено на «dream crusher», а «goddamn» сокращено до «damn». Родриго делает несколько ссылок на вампиров, а в одной из частей поёт «Я должна была знать, что это странно, что ты выходишь только ночью» («I should’ve known it was strange you only come out at night»).
Она вспоминает, как мужчина на несколько лет старше, с которым она встречалась, использовал её: «Пошёл за мной, а не за ней/ Потому что девушки твоёго возраста знают лучше». Родриго сказала, что по их с Нигро замыслу песня должна была «[крещендо] все время» и «[отражать] сдерживаемый гнев, который вы испытываете к ситуации».

## Отзывы
Лаура Снейпс из The Guardian дала «Vampire» пятизвёздочный рейтинг и заявила: «Предварительный припев имеет мечтательную легкомысленность, которая быстро стала фирменным знаком Родриго […] Фантастическая „Vampire“ несёт в себе раны Родриго, напоминая о том, что стоит на кону для молодых женщин». Pitchfork назвал песню «Лучшим новым треком» («Best New Track»), а Куинн Морланд заявил, что она доказывает «неоспоримую композиторскую химию» между Родриго и Нигро: «В структуре трека есть неторопливая эмоциональная логика, […] именно припев песни является особенно впечатляющим, даже несмотря на то, что он потакает некоторым нелепым образам». Эбби Джонс и Джо Вито из Consequence считают, что песня «расцветает в средство для откровенного, эмоционального исполнения Родриго», а «после второго куплета аранжировка открывается для высокоэнергетического бэк-бита, похожего на более энергичные треки Sour».

### Итоговые списки
| Публикация           | Список                                     | Ранг | Ссылка |
| -------------------- | ------------------------------------------ | ---- | ------ |
| BBC                  | Лучшие песни 2023 года                     | 5    | [ 37 ] |
| Billboard            | 100 лучших песен 2023 года: выбор редакции | 30   | [ 38 ] |
| Entertainment Weekly | 10 лучших песен 2023 года                  | 3    | [ 39 ] |
| The Guardian         | 20 лучших песен 2023 года                  | 7    | [ 40 ] |
| The New York Times   | Лучшие песни Линдси Золадз 2023 года       | 1    | [ 41 ] |
| NME                  | 50 лучших песен 2023 года                  | 4    | [ 42 ] |
| Pitchfork            | 100 лучших песен 2023 года                 | 52   | [ 43 ] |
| Vulture              | Лучшие песни 2023 года                     | 1    | [ 44 ] |

## Музыкальное видео
27 июня 2023 года YouTube Shorts опубликовал тизер, в котором Родриго отдыхает на траве, а затем её затягивает сине-зелёная дымка, в то время как «играет отрывок песни „Vampire“, наполненный ударами электрогитары», который, по мнению Billboard, вероятно, был взят из клипа. Позже Родриго поделилась другой версией тизера, в которой она лежит под полной луной, а на заднем плане играет фортепианная музыка. Петра Коллинз, с которой Родриго ранее работала над визуальным оформлением своих синглов 2021 года «Good 4 U» и «Brutal», стала режиссёром клипа, который вышел в 12 часов ночи 30 июня (в 9 вечера по тихоокеанскому времени). За несколько часов до релиза состоялась премьера клипа на эксклюзивном мероприятии для фанатов на YouTube в Лос-Анджелесе.
Снятый в Лос-Анджелесе, клип на песню «Vampire» содержит отсылки к вампирам «без излишней назойливости». В клипе Родриго исполняет песню в неземном цветочном поле. Когда становится ясно, что на самом деле она выступает на сцене на церемонии награждения, на неё падает свет. В то время как ритм набирает обороты, Родриго, у которой серьёзная рана на плече, продолжает выступать, проливая кровь на лицо и белый наряд.

## Коммерческий успех
Песня дебютировала на втором месте в чарте ожиданий Hot Trending Songs (чарт серии Billboard Twitter Real-Time создан на базе Твиттера, отслеживают мировые тенденции и разговоры, связанные с музыкой, в режиме реального времени в Twitter).
Песня дебютировала на первом месте в ARIA Charts (Австралия) и в Canadian Hot 100 (став для Родриго третьим номером один в Канаде)
В США песня дебютировала на первом месте, став третьим чарттоппером Родриго после «Drivers License» и «Good 4 U» в 2021 году. Поскольку песня «Vampire» стала лид-синглом со второго альбома Родриго Guts, который выйдет 8 сентября, после песни «Drivers License» с её первого LP Sour, она стала первым в истории артистом, дебютировавшим с лид-синглами с двух альбомов, открывающих карьеру, на первом месте в Hot 100. Родриго родилась 20 февраля 2003 года и она является единственной исполнительницей, родившейся в 2000-х годах и неоднократно занимавшей первое место в рейтинге Hot 100. Песня «Drivers License» доминировала в течение восьми недель, начиная с дебюта в январе 2021 года, а песня «Good 4 U» лидировала в течение недели в своем первом фрейме в мае 2021 года. Песня «Vampire» стала пятой в десятке лучших, так как её дебютный альбом Sour также породил песни «Deja Vu» (пик № 3) и «Traitor» (№ 9). Все 11 песен с альбома Sour попали в топ-30 Hot 100.
После выхода родительского альбома сингл вернулся на первое место в американском чарте Billboard Hot 100, продержавшись на вершине вторую неделю.
В Европе песня дебютировала на втором месте в британском хит-параде UK Singles Chart и получила серебряную сертификацию British Phonographic Industry (BPI) за тираж 200 тыс. единиц.

## Концертные исполнения
Первое живое исполнение Родриго песни «Vampire» на фортепиано было опубликовано на её канале YouTube 6 июля 2023 года.
12 сентября она исполнила песню «Vampire» вместе с песней «Get Him Back!» на церемонии 2023 MTV Video Music Awards.

## Список треков
Все треки написаны Оливией Родриго и Dan Nigro.
- 7" винил и CD сингл

1. «Vampire» (first demo) — 2:45

- Британский (UK) кассетный сингл

1. «Vampire» — 3:39
2. «Vampire» — 3:39

## Награды и номинации
| Организация                  | Год  | Категория                                           | Результат | Ссылка        |
| ---------------------------- | ---- | --------------------------------------------------- | --------- | ------------- |
| MTV Video Music Awards       | 2023 | Видео года                                          | Номинация | [ 60 ] [ 61 ] |
| MTV Video Music Awards       | 2023 | Песня года                                          | Номинация | [ 60 ] [ 61 ] |
| MTV Video Music Awards       | 2023 | Лучшее поп-видео                                    | Номинация | [ 60 ] [ 61 ] |
| MTV Video Music Awards       | 2023 | Лучший монтаж                                       | Победа    | [ 60 ] [ 61 ] |
| MTV Video Music Awards       | 2023 | Лучшая операторская работа                          | Номинация | [ 60 ] [ 61 ] |
| MTV Video Music Awards       | 2023 | Песня лета                                          | Номинация | [ 62 ]        |
| BreakTudo Awards             | 2023 | Хит года                                            | Номинация | [ 63 ] [ 64 ] |
| MTV Video Music Awards Japan | 2023 | Лучшее видео сольного исполнителя: международное    | Победа    | [ 65 ]        |
| MTV Europe Music Awards      | 2023 | Лучшая песня                                        | Номинация | [ 66 ]        |
| MTV Europe Music Awards      | 2023 | Лучшее музыкальное видео                            | Номинация | [ 66 ]        |
| NRJ Music Awards             | 2023 | Международное видео года                            | Номинация | [ 67 ]        |
| Грэмми                       | 2024 | Запись года                                         | Номинация | [ 68 ]        |
| Грэмми                       | 2024 | Песня года                                          | Номинация | [ 68 ]        |
| Грэмми                       | 2024 | Лучшее сольное поп-исполнение                       | Номинация | [ 68 ]        |
| People's Choice Awards       | 2024 | The Song of the Year                                | Победа    | [ 69 ]        |
| iHeartRadio Music Awards     | 2024 | Song of the Year                                    | Номинация | [ 70 ]        |
| iHeartRadio Music Awards     | 2024 | Pop Song of the Year                                | Номинация | [ 70 ]        |
| iHeartRadio Music Awards     | 2024 | Best Music Video                                    | Номинация | [ 70 ]        |
| iHeartRadio Music Awards     | 2024 | Best Lyrics                                         | Номинация | [ 70 ]        |
| Brit Awards                  | 2024 | Best International Song                             | Номинация | [ 71 ]        |
| Webby Awards                 | 2024 | Music Video (Webby Winner)                          | Победа    | [ 72 ]        |
| Webby Awards                 | 2024 | Music Video (People's Voice Winner)                 | Победа    | [ 72 ]        |
| Webby Awards                 | 2024 | Best Individual Performance (People's Voice Winner) | Победа    | [ 73 ]        |

## Чарты
| Чарт (2023)                            | Высшая позиция |
| -------------------------------------- | -------------- |
| Австралия (ARIA)                       | 1              |
| Австрия (Ö3 Austria Top 40)            | 8              |
| Бельгия/Фландрия (Ultratop 50)         | 26             |
| Бельгия/Валлония (Ultratop 50)         | 3              |
| Канада (Billboard Canadian Hot 100)    | 1              |
| Канада (Billboard Hot AC)              | 5              |
| Канада (Billboard CHR/Top 40)          | 2              |
| Чехия (Rádio — Top 100)                | 4              |
| Чехия (Singles Digitál Top 100)        | 23             |
| Финляндия (Suomen virallinen lista)    | 37             |
| Германия (GfK)                         | 10             |
| Мир (Billboard Global 200) ·           | 1              |
| Греция (IFPI)                          | 3              |
| Венгрия (Single Top 40)                | 14             |
| Исландия (Plötutíðindi)                | 9              |
| Ирландия (IRMA)                        | 1              |
| Израиль (Media Forest)                 | 1              |
| Япония (Hot Overseas, Billboard Japan) | 1              |
| Литва (Airplay, LAIPA)                 | 9              |
| Литва (AGATA)                          | 19             |
| Нидерланды (Dutch Top 40)              | 14             |
| Нидерланды (Single Top 100)            | 4              |
| Новая Зеландия (Recorded Music NZ)     | 1              |
| Норвегия (VG-lista)                    | 6              |
| Португалия (AFP)                       | 7              |
| Россия (TopHit)                        | 23             |
| Словакия (Rádio — Top 100)             | 23             |
| Словакия (Singles Digitál Top 100)     | 24             |
| Филиппины (Billboard)                  | 5              |
| Республика Корея (BGM, Circle)         | 24             |
| Республика Корея (Download, Circle)    | 139            |
| Швеция (Sverigetopplistan)             | 20             |
| Швейцария (Schweizer Hitparade)        | 15             |
| Великобритания (OCC UK Singles)        | 1              |
| США (Billboard Hot 100)                | 1              |
| США (Billboard Adult Contemporary)     | 14             |
| США (Billboard Adult Pop Airplay)      | 2              |
| США (Billboard Dance/Mix Show Airplay) | 4              |
| США (Billboard Pop Airplay)            | 2              |

| Чарт (2023)                       | Позиция |
| --------------------------------- | ------- |
| Canada (Canadian Hot 100)         | 27      |
| Global 200 (Billboard)            | 66      |
| UK Singles (OCC)                  | 14      |
| US Billboard Hot 100              | 30      |
| US Adult Contemporary (Billboard) | 41      |
| US Adult Top 40 (Billboard)       | 18      |
| US Mainstream Top 40 (Billboard)  | 19      |

| Чарт (2024)                       | Позиция |
| --------------------------------- | ------- |
| Canada (Canadian Hot 100)         | 35      |
| US Billboard Hot 100              | 57      |
| US Adult Contemporary (Billboard) | 45      |
| US Adult Top 40 (Billboard)       | 42      |

## Сертификации
| Регион | Сертификация  | Продажи   |
| --- | ------------- | --------- |
| Австралия (ARIA) | 5× Платиновый | 350 000   |
| Бельгия (BEA) | Платиновый    | 40 000    |
| Бразилия (ABPD) | Бриллиантовый | 160 000   |
| Канада (Music Canada) | 3× Платиновый | 240 000   |
| Дания (IFPI Danmark) | Золотой       | 45 000    |
| Франция (SNEP) | Платиновый    | 200 000   |
| Италия (FIMI) | Платиновый    | 100 000   |
| Новая Зеландия (RMNZ) | 2× Платиновый | 60 000    |
| Польша (ZPAV) | Платиновый    | 50 000    |
| Португалия (AFP) | 2× Платиновый | 20 000    |
| Испания (PROMUSICAE) | Платиновый    | 60 000    |
| Швейцария (IFPI Switzerland) | Золотой       | 10 000    |
| Великобритания (BPI) | 2× Платиновый | 1 200 000 |
| США (RIAA) | Платиновый    | 1 000 000 |
| Стриминг |               |           |
| Греция (IFPI Greece) | Золотой       | 1 000 000 |
| Данные о продажах + прослушиваниях приведены только на основе сертификации. · Данные только о прослушиваниях приведены на основе сертификации. |               |           |

## История выхода
| Регион | Дата         | Формат                                 | Лейбл             | Ссылка        |
| ------ | ------------ | -------------------------------------- | ----------------- | ------------- |
| Мир    | 30 июня 2023 | 7" CD-сингл Цифровые загрузки стриминг | Geffen Interscope | [ 20 ] [ 29 ] |